# Confini della Polonia

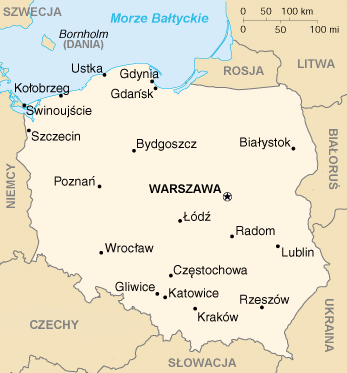
Mappa della Polonia in cui sono evidenziati i confini

I confini della Polonia sono le frontiere internazionali che delimitano la Polonia con gli Stati vicini. I confini della Polonia sono sette per un totale di 3.511 km.

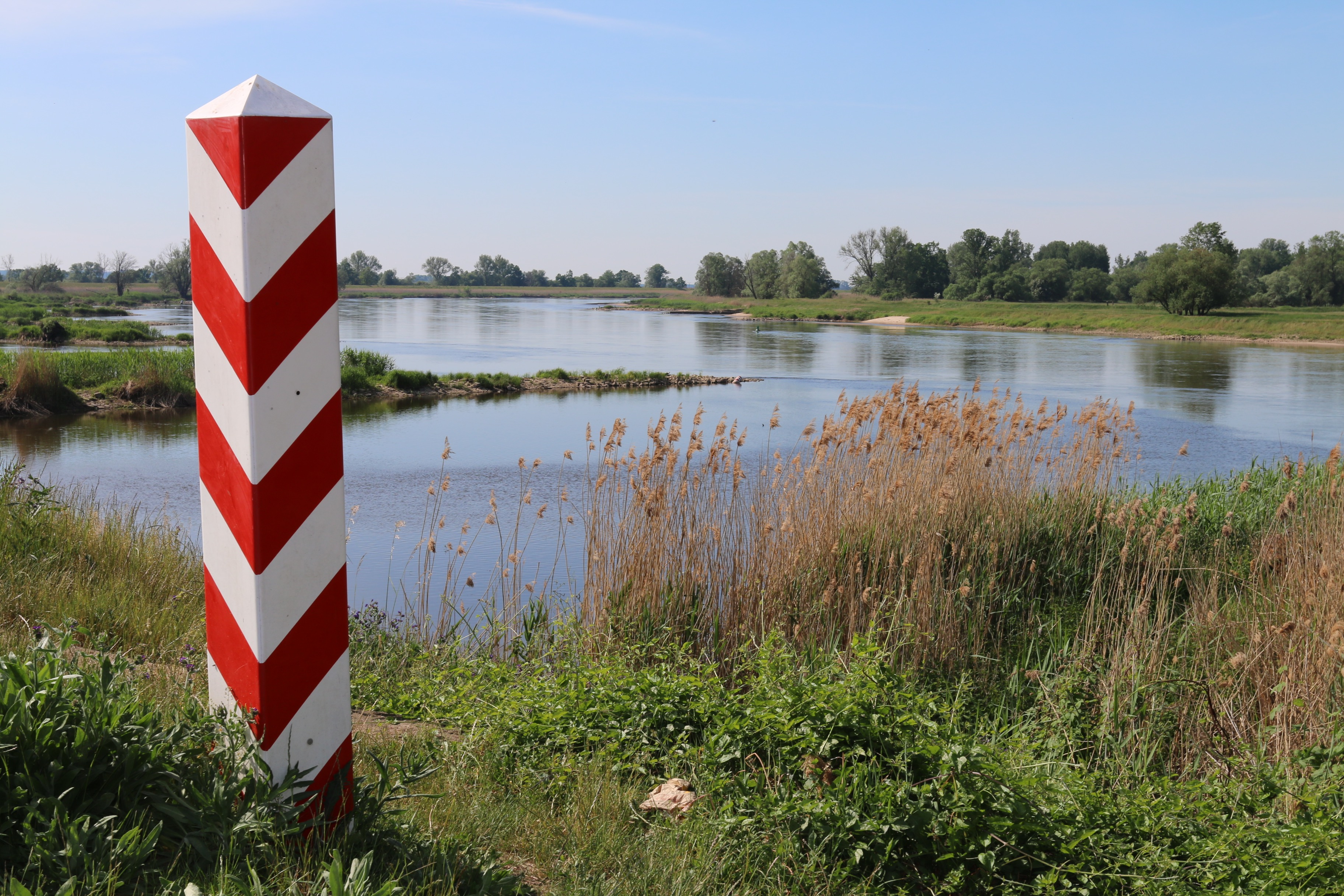
Confine polacco vicino all'Oder

## Frontiere
La Polonia è interessata da sette frontiere:

Animazione che mostra l'evoluzione territoriale dell'area corrispondente all'attuale Polonia dal 1635 al 2009

| Paese confinante | Lunghezza (km) | Confine                                     |
| ---------------- | -------------- | ------------------------------------------- |
| Bielorussia      | 418            | Confine tra la Bielorussia e la Polonia     |
| Germania         | 467            | Confine tra la Germania e la Polonia        |
| Lituania         | 104            | Confine tra la Lituania e la Polonia        |
| Repubblica Ceca  | 796            | Confine tra la Polonia e la Repubblica Ceca |
| Russia           | 210            | Confine tra la Polonia e la Russia          |
| Slovacchia       | 541            | Confine tra la Polonia e la Slovacchia      |
| Ucraina          | 535            | Confine tra la Polonia e l'Ucraina          |

## Triplici frontiere
La Polonia è interessata da sei triplici frontiere:
| Triplice frontiera | Nazioni coinvolte                    | Confini                                                                         |
| ------------------ | ------------------------------------ | ------------------------------------------------------------------------------- |
| Bolcie             | Polonia, Russia, Lituania            | Polonia - Russia • Lituania - Polonia • Lituania - Russia                       |
| Stanowisko         | Polonia, Lituania, Bielorussia       | Lituania - Polonia • Bielorussia - Polonia • Bielorussia - Lituania             |
| Włodawa            | Polonia, Bielorussia, Ucraina        | Bielorussia - Polonia • Polonia - Ucraina • Bielorussia - Ucraina               |
| Krzemieniec        | Polonia, Ucraina, Slovacchia         | Polonia - Ucraina • Polonia - Slovacchia • Slovacchia - Ucraina                 |
| Jaworzynka         | Polonia, Slovacchia, Repubblica Ceca | Polonia - Slovacchia • Polonia - Repubblica Ceca • Repubblica Ceca - Slovacchia |
| Porajów            | Polonia, Repubblica Ceca, Germania   | Polonia - Repubblica Ceca • Germania - Polonia • Germania - Repubblica Ceca     |